# Tunesische Davis-Cup-Mannschaft
Die tunesische Davis-Cup-Mannschaft ist die Herren-Tennisnationalmannschaft Tunesiens. 

## Geschichte
Erstmals nahm Tunesien 1982 am Davis Cup teil, kam dabei aber nie über die erste Runde der Europa/Afrika-Gruppenzone II hinaus. Erfolgreichster Spieler ist Walid Jallali mit 39 Siegen bei 40 Teilnahmen. Er ist damit auch gleichzeitig Rekordspieler seines Landes. Nachdem Malek Jaziri beim Challenger-Turnier in Taschkent 2013 zu seiner Viertelfinal-Partie gegen den Israeli Amir Weintraub nicht antrat, wurde Tunesien aufgrund dieses unsportlichen Verhaltens von der ITF vom Davis Cup 2014 ausgeschlossen. Jaziri hatte auf Anweisung des tunesischen Tennisverbands das Spiel gegen Weintraub unter dem Vorwand einer Verletzung abgegeben.